# Савинская (Шатурский район)
Савинская — деревня в городском округе Шатура Московской области. До 2017 года входила в состав Дмитровского сельского поселения Шатурского муниципального района. Население — 12 чел. (2013).

## Расположение и транспорт
Деревня Савинская расположена в южной части Шатурского района, расстояние по автодорогам до МКАД порядка 163 км, до райцентра — 48,5 км, до Дмитровского Погоста — 16,5 км. Невдалеке от деревни находится автобусная остановка, от которой ходят автобусы в Дмитровский Погост, в Шатуру и в Москву. Ближайший населённый пункт — деревня Тельма в 1,5 км к северу.
Высота над уровнем моря 124 м.

## Название
В письменных источниках деревня упоминается как Савинская.

## История

### С XVII века до 1861 года
Впервые упоминается в писцовых книгах Владимирского уезда XVII века как деревня Савинская Зачисморской кромины волости Муромского сельца Владимирского уезда. Деревня принадлежала новгородцу Захарью Фадеевичу Дирину.
В результате губернской реформы 1708 года деревня оказалась в составе Московской губернии. После образования в 1719 году провинций она вошла во Владимирскую провинцию, а с 1727 года — во вновь восстановленный Владимирский уезд.

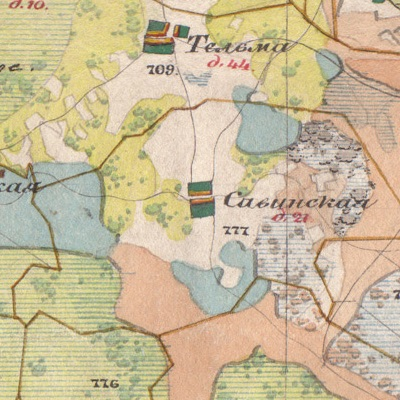
Деревня Савинская на карте 1850 года

В 1778 году образовано Рязанское наместничество (с 1796 года — губерния). После этого вплоть до начала XX века деревня входила в Егорьевский уезд Рязанской губернии.
Последней владелицей деревни перед отменой крепостного права была помещица Муромцева Татьяна Алексеевна.
По сведениям 1859 года Савинская — владельческая деревня 1-го стана Егорьевского уезда по левую сторону Касимовского тракта, при колодце, в 64 верстах от уездного города и 43 верстах от становой квартиры.

### 1861—1917
После реформы 1861 года из крестьян деревни было образовано одно сельское общество, деревня вошла в состав Лекинской волости.
В середине 1870-х годов был пожар, которым уничтожено 6 дворов.
В 1885 году был собран статистический материал об экономическом положении селений и общин Егорьевского уезда. В деревне было общинное землевладение. Земля была поделена по ревизским душам. Переделы пашни производились каждые 7 лет, луга переделялись ежегодно. Деревня находилась в середине наделов, дальние полосы отстояли от неё на 3/4 версты. Пашня делилась на 100 участков. Длина душевых полос составляла от 15 до 45 саженей, ширина — от 2 до 4 аршин. Община арендовала 161 десятину земли, которая делилась как надельная, также 24 домохозяина арендовали 30 десятин луга.
Почвы были илистые, супесчаные и песчаные, пашня немного бугроватая, но больше низменная и сырая. Луга частично суходольные, частично по болоту, прогоны удобные. В деревне было 2 небольших пруда и 14 колодцев, недостатка в хорошей воде не было. Хлеб покупали в Дмитровском Погосте, дрова также покупали. Сажали рожь, овёс, гречиху и картофель. У крестьян было 38 лошадей (из них 4 жеребёнка), 88 коров и 96 телят, 278 овец, 95 свиней. Держали 14 колодок пчёл; плодовых деревьев не было. Избы строили деревянные, крыли деревом и железом, топили по-белому.
Деревня входила в приход села Телема, там же находилась школа. Местный промысел — вязание рыболовных сетей (для женщин). Кроме того, отхожим промыслом занималось 57 плотников (большинство — в Москве, некоторые в Зуеве).
По данным 1905 года главным отхожим промыслом оставалось плотничество. Ближайшее почтовое отделение и земская лечебница располагались в селе Архангел.

### 1917—1991
После Октябрьской революции был образован Тельминский сельсовет, куда вошла деревня Савинская.
В 1919 году деревня была передана из Егорьевского уезда во вновь образованный Спас-Клепиковский район Рязанской губернии. В 1921 году Спас-Клепиковский район был преобразован в Спас-Клепиковский уезд, который в 1924 году был упразднён. После упразднения Спас-Клепиковского уезда деревня передана в Рязанский уезд Рязанской губернии. В 1925 году произошло укрупнение волостей, в результате которого деревня оказалась в укрупнённой Архангельской волости.
В ходе реформы административно-территориального деления СССР в 1929 году деревня вошла в состав Дмитровского района Орехово-Зуевского округа Московской области. В 1930 году округа были упразднены, а Дмитровский район переименован в Коробовский.
3 июня 1959 года Коробовский район был упразднён, Тельминский сельсовет передан Шатурскому району.
С конца 1962 года по начало 1965 года деревня Савинская входила в Егорьевский укрупнённый сельский район, созданный в ходе неудавшейся реформы административно-территориального деления, после чего деревня в составе Тельминского сельсовета вновь передана в Шатурский район.

### С 1991 года
В 1994 году Тельминский сельсовет был преобразован в Тельминский сельский округ.
29 сентября 2004 года Тельминский сельский округ был упразднён, а его территория включена в состав Дмитровского сельского округа.
В 2005 году образовано Дмитровское сельское поселение, в которое вошла деревня Савинская.
10 марта 2017 года Дмитровское сельское поселение было упразднено, деревня вошла в состав городского округа Шатура.

## Население
| 1858 | 1859 | 1868 | 1885 | 1905 | 1970 |
| ---- | ---- | ---- | ---- | ---- | ---- |
| 231  | ↘175 | ↗219 | ↗256 | ↗311 | ↘116 |
| 1993 | 2002 | 2006 | 2010 | 2011 | 2013 |
| ↘32  | ↘20  | ↗21  | ↘7   | ↗13  | ↘12  |

В переписях за 1858 (X ревизия), 1859 и 1868 годы учитывались только крестьяне. Число дворов и жителей: в 1850 году — 21 двор, в 1858 году — 114 муж., 117 жен., в 1859 году — 24 двора, 86 муж., 89 жен., в 1868 году — 29 дворов, 105 муж., 114 жен.
В 1885 году был сделан более широкий статистический обзор. В деревне проживало 256 крестьян (39 дворов, 121 муж., 135 жен., 4 домохозяина не имели своего двора), из них 4 жили на стороне. На 1885 год грамотность среди крестьян деревни составляла 9 % (23 человека из 256), также 2 мальчика посещали школу.
В 1905 году в деревне проживало 311 человек (50 дворов, 150 муж., 161 жен.).
По переписи 2002 года из 20 жителей все были русскими.
По результатам переписи населения 2010 года в деревне проживало 7 человек (2 муж., 5 жен.).

## Галерея

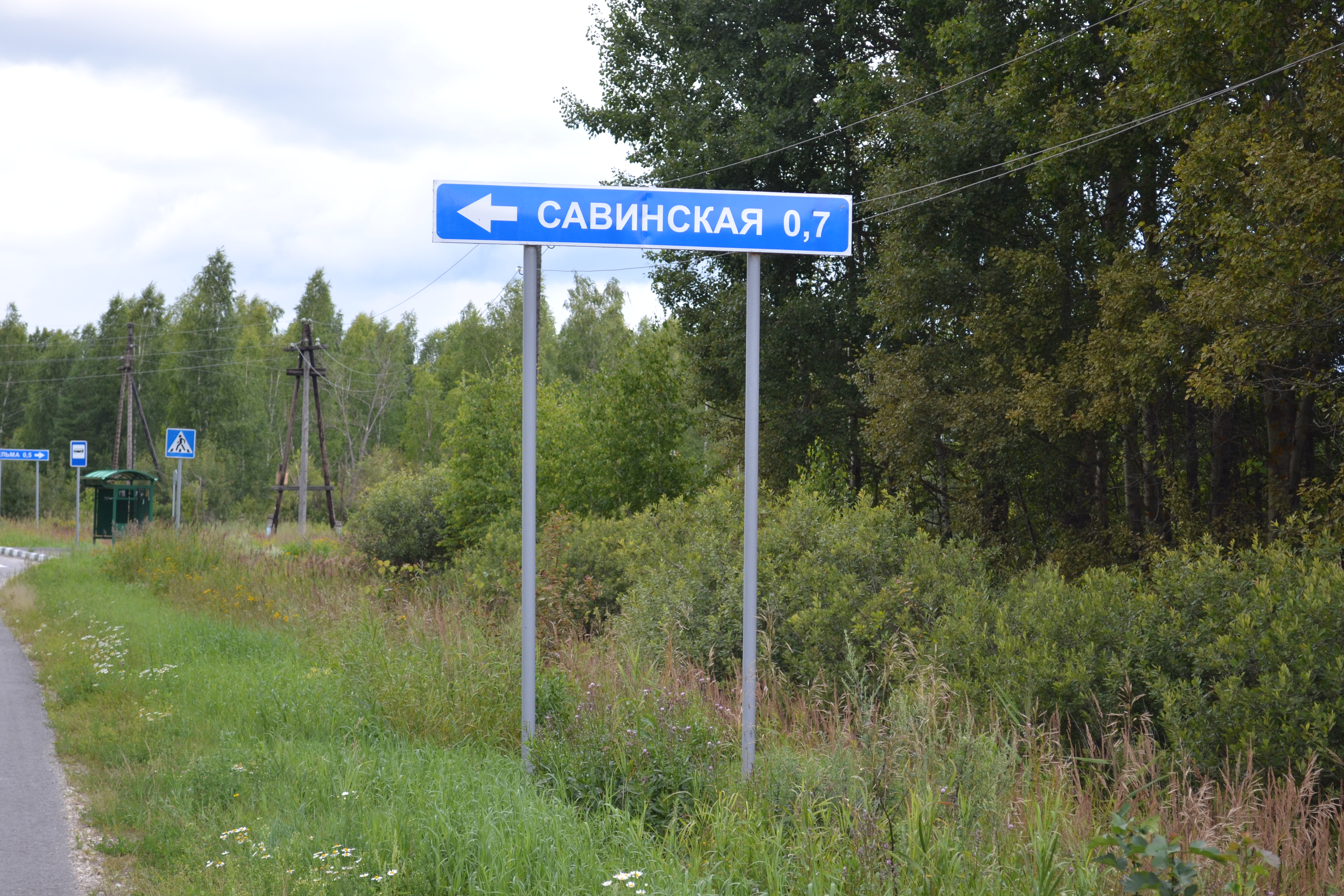
Дорожный указатель на деревню
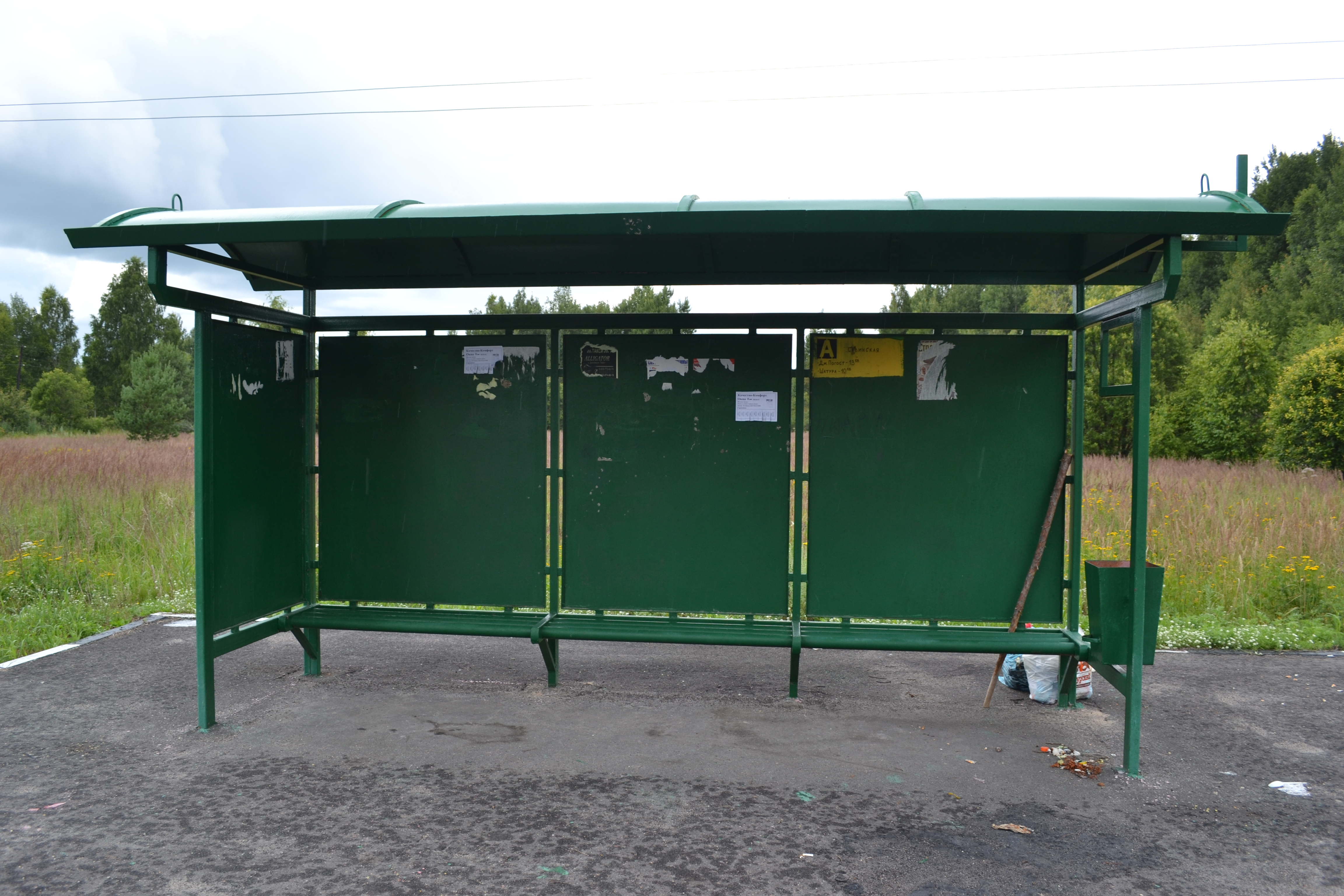
Остановка Савинская